# Ботајица
Ботајица је насељено мјесто у општини Модрича, Република Српска, БиХ. Према попису становништва из 1991. у насељу је живјело 1.019 становника.

## Становништво
| Националност       | 1991.        | 1981.        | 1971.          | 1961. |
| Срби               | 864 (84,78%) | 944 (85,50%) | 1.082 (87,46%) | 1.099 |
| Хрвати             | 89 (8,73%)   | 141 (12,77%) | 152 (12,28%)   | 178   |
| Југословени        | 19 (1,86%)   | 14 (1,26%)   | 1 (0,08%)      |       |
| остали и непознато | 47 (4,61%)   | 5 (0,45%)    | 2 (0,16%)      | 4     |
| Укупно             | 1.019        | 1.104        | 1.237          | 1.281 |

| Демографија | Демографија | Демографија |
| Година      | Становника  | Становника  |
| ----------- | ----------- | ----------- |
| 1961.       | 1.281       |             |
| 1971.       | 1.237       |             |
| 1981.       | 1.104       |             |
| 1991.       | 1.017       |             |